# Скутум
Скутум (лат. Scutum) је латинска реч за штит, а данас се ова реч доводи у везу са правоугаоним, полуцилиндручним штитом који су носили римски легионари.

## Историја
Римски војници су најпре носили штитове округлог облика који назива аспис као код античких Грка, попут хоплита.
До краја трећег века правоугаони скутуми су престали да се користе. Археолошки проналасци из четвртог века показују да су се користили овални или округли који нису били полуцилиндрични. Скутум је преживео Римско царсто и коришћен је у војном војакубару Византије. Чак су се и у 11. веку користили код тешке пешадије штитови скутатои.

## Структура
Скутум је био тежак 10 килограма, а састојао се из две дрвене плоче прекривен платном и кожом. Најбољи пронађени примерак, из Дура-Европос у Сирији, висок је 1,06 m а дебљина штита је 5 - 6 mm.

### Предности и мане
Скутум је био довољно лак да је могао да се држи једном руком а и довољно лак да војник може да се сакрије иза штита, чима би добио комплетну заштиту од стреле или у борби прса у прса. Метални врх или умбо, који се налазио у центру скутума такође је био и помоћно оружје за ударање. Композитна структура у ранијој фази била је недовољно чврста за борбу, што се видело у борбама против Картагине и Дачије када су фалкс и фалката лако пробијале скутум. Обa недостатка касније су били отклоњена тако да је скутум у каснијој фази био ојачан металним крајевима и дебљим дрвеним плочама. 
Ако се упореди са асписом кога је заменио, аспис је био тежи и омогућавао је мању заштиту од скутума али је био издржљивији.